# Ekerön
Ekerön é uma ilha do lago Mälaren, localizada na província histórica da Uppland. Pertence ao  município de Ekerö , do condado de Estocolmo . Tem uma área de 67 km 2. 